# Wladimir Georgijewitsch Turajew
Wladimir Georgijewitsch Turajew (russisch Владимир Георгиевич Тураев;  englische Transkription Vladimir Turaev, * 17. Oktober 1954) ist ein russischer Mathematiker, der sich mit Topologie befasst.
Turajew wurde 1979 bei Oleg Janowitsch Wiro am Steklow-Institut in Leningrad promoviert. Er war Professor an der Universität Louis Pasteur in Straßburg und danach an der Indiana University. Er ist Fellow der American Mathematical Society.
Turajew befasst sich mit niedrigdimensionaler Topologie und Knotentheorie und in diesem Zusammenhang mit topologischen Quantenfeldtheorien. Nach ihm und Reschetichin bzw. Wiro sind auf diesem Gebiet topologische Invarianten benannt.
1990 war er Gastredner auf dem Internationalen Mathematikerkongress in Kyōto (State sum models in low dimensional topology). Für 2016 wurde ihm gemeinsam mit Alexis Virelizier der Ferran-Sunyer-i-Balaguer-Preis zugesprochen.

## Schriften
- mit Reschetichin (Reshetikhin) Invariants of 3-manifolds via link polynomials and quantum groups, Inventiones Mathematicae, Band 103, 1991, S. 547–597
- Quantum invariants of Knots and 3-Manifolds, de Gruyter 1994
- Herausgeber mit Christian Kassel, Marc Rosso: Quantum groups and knot invariants, SMF (Panoramas et Synthèses) 1997
- mit Anatoli Werschik (Herausgeber): Topology, ergodic theory, real algebraic geometry - Rokhlin´s memorial, American Mathematical Society 2001
- Introduction to combinatorial torsions, Birkhäuser 2001
- Torsions of 3-dimensional manifolds, Birkhäuser 2002
- mit Christian Kassel Braid Groups, Springer 2008, ISBN 0-387-33841-1
- Homotopy quantum field theory, European Mathematical Society 2010 (*mit Anhängen von Michael Müger und Alexis Virelizier)
- mit Alexis Virelizier: Monoidal Categories and Topological Field Theory, Birkhäuser 2015